# Josephine Silone Yates
Josephine Silone Yates (Mattituck, 15 de novembro de 1859 – Kansas City, 3 de setembro de 1912) foi uma química norte-americana, uma das primeiras professoras negras contratadas na Lincoln University em Jefferson City, Missouri. 
Após sua promoção, também passou a ser a primeira mulher negra a administrar um departamento de ciência da universidade. Pode ter sido também a primeira mulheres negras a comandar uma cadeira integralmente em uma universidade ou faculdade dos Estados Unidos.
Yates também teve importância para o movimento de clubes de mulheres afro-americanas. Ela foi correspondente de revistas incluindo a Woman's Era, a primeira revista mensal publicada por mulheres negras nos Estados Unidos. Yates teve papel chave no estabelecimento de clubes de mulheres afro-americanas: foi a primeira presidente da Liga de Mulheres de Kansas City (1893) e a segunda presidente da Associação Nacional de Mulheres de Cor (1900-1904).

## Infância e educação
Os registros sobre a data de nascimento de Josephine Silone variam de 1852 a 15 de novembro de 1859. Ela foi a segunda filha de Alexander e Parthenia Reeve Silone, nascida em Mattituck, NY. Durante a infância, sua família morou com seu avô materno, Lymas Reeves, um escravo liberto. Sua mãe a ensinou a ler usando a Bíblia como apoio. Ela começou a frequentar a escola com seis anos de idade e seus professores rapidamente a avançaram de turma.
O tio de Josephine, Reverendo John Bunyan Reeve, foi pastor na Igreja Lombard Street Central na Filadélfia. Com 11 anos, Josephine foi morar com ele para que pudesse frequentar o Instituto para a Juventude de Cor. Lá, recebeu mentoria da diretora do instituto, Fanny Jackson Coppin. No ano seguinte, Reverendo Reeve se mudou para Howard University e Josephine foi morar com sua tia materna, Francis I. Girard, em Newport, Rhode Island. Lá, ela frequentou a escola de gramática e em seguida  Rogers High School. Ela foi a única estudante negra em ambas as instituições de ensino, mas foi respeitada e apoiada por seus professores. Seu professor de ciência a considerava sua mais brilhante pupila e permitiu que realizasse trabalho adicional de laboratório em química. Ela se formou como oradora da turma de 1877 da Rogers High School e recebeu uma medalha de bolsa de estudos. Também foi a primeira aluna negra a se formar naquela instituição.
Silone escolheu frequentar a Rhode Island State Normal School em Providence para se tornar uma professora, ao invés de seguir uma carreira acadêmica. Ela se formou com honras em 1879, novamente como a única estudante negra de sua turma. Ela foi a primeira pessoa afro-americana habilitada a ensinar nas escolas de Rhode Island. Posteriormente, obteve um diploma de mestrado pela National University of Illinois.

## Ensino

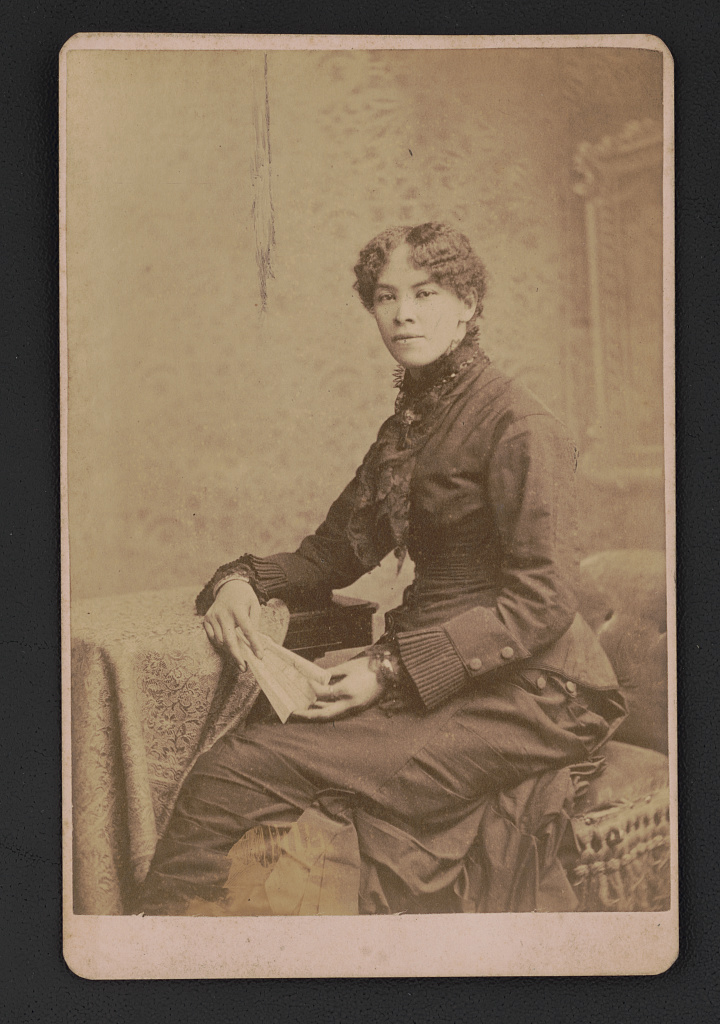
Josephine A. Silone Yates, ca 1885

Josephine Silone foi uma das primeiras professoras negras contratadas pela Lincoln University em Jefferson City, no Missouri. O presidente Inman Edward Page considerou essencial substituir o anterior corpo de professores majoritariamente branco por professores negros, a fim de trazer modelos para os estudantes afro-americanos da escola. Os professores viviam no campus junto com os alunos nos dormitórios. Josephine ensinava química, elocução e literatura inglesa. Ao ser promovida chefe do departamento de ciências naturais, ela se tornou a primeira mulher negra a assumir a liderança de um departamento de faculdade de ciências e a primeira mulheres negra a obter integral cátedra em qualquer universidade ou faculdade dos Estados Unidos.
Josephine Silone Yates era explícita sobre seus propósitos com o ensino. Em um ensaio de 1904, ela escreveu: "O objetivo de toda educação verdadeira é dar corpo e alma toda a beleza, força e perfeição que for capaz, a fim de encaixar na vida completa do indivíduo".

## Família e casamento
Em 1889, Josephine Silone se casou com William Ward Yates. Diversas escolas proibiam mulheres casadas de lecionar e, com o seu casamento, Josephine abriu mão de sua posição de professora em Lincoln. Ela se mudou para Kansas City, Missouri, onde seu marido era diretor da Phillips School. Sua filha, Josephine Silone Yates Jr, nasceu em 1890. Seu filho, William Blyden Yates nasceu em 1895.

## Movimento de Clubes de Mulheres
Em Kansas City, Josephine Silone Yates se tornou ativa no movimento de clubes de mulheres afro-americanas. Ela foi correspondente da Women's Era (primeira revista mensal publicada por mulheres negras nos Estados Unidos), além de escrever para Southern Workman, The Voice of the Negro, Indianopolis Freeman e Rising City, de Kansas City, tanto sob seu próprio nome quanto sob o pseudônimo R. K. Porter. O levantamento negro foi um dos vários tópicos abordados por Silone Yates. Ela foi identificada como  uma pessoa negra exemplar e foi incluída como um dos 100 melhores negros da América na Twentieth Century Negro Literature, ou A Cyclopedia of thought on the Vital Topics Relating to the American Negro em 1902. Seu artigo tratava da questão "Os negros americanos no século XIX realizaram conquistas no âmbito da riqueza, moralidade, educação etc., comensuráveis com suas oportunidades? Se sim, quais foram essas conquistas?". Ela também publicou poesia, incluindo The Isles of Peace, The Zephyr e Royal To-Day.
Josephine Silone Yates ajudou a fundar a Liga de Mulheres de Kansas City, uma organização de auto-ajuda e melhoria social para mulheres afro-americanas e se tornou a sua primeira presidente em 1893. Em 1896, a Liga de Mulheres se juntou à Associação Nacional de Mulheres de Cor (NACW), uma federação de clubes similares de todo o país. Silone trabalhou com a NACW por quatro anos como tesoureira e vice-presidente (1897 a 1901) e como presidente por mais quatro anos (1901 a 1904).
Um testemunho das realizações e aclamações de Yates pode ser encontrado em um discurso apresentado por Anna Julia Cooper em 1893 no Congresso Mundial de Mulheres Representativas em Chicago:
"Nossas mulheres também foram ativas nos esforços organizados de auto-ajuda e benevolência. A Liga das Mulheres de Cor, da qual eu sou atualmente secretária correspondente, tem ramos ativos e enérgicos no sul e no oeste. O ramo em Kansas City, com mais de cento e cinquenta membros, já começou sob a vigorosa presidente, Sra. Yates, a construção de um prédio para meninas sem amigos."

## Últimos anos
Em 1902, ela foi chamada pelo presidente do Lincoln Institute para atuar como chefe do departamento de inglês e história. Em 1908, ela pediu para se demitir por conta de problemas de saúde, mas o Conselho de Regentes não aceitou e ela permaneceu como conselheira de mulheres em Lincoln. Seu marido morreu em 1910, e depois disso, Josephine Silone Yates decidiu retornar a Kansas City. 

## Morte
Ela faleceu em 3 de setembro de 1912, após uma breve doença.